# Chinga
«Chinga» es el décimo episodio de la quinta temporada de la serie de televisión estadounidense de ciencia ficción The X-Files. Fue escrito por el destacado autor Stephen King y el creador de la serie Chris Carter, y dirigido por Kim Manners. El episodio se emitió en los Estados Unidos el 8 de febrero de 1998 por la cadena Fox. El episodio es una historia del «monstruo de la semana», una trama independiente que no está relacionada con la amplia mitología de la serie. «Chinga» obtuvo una calificación Nielsen de 12,8 y fue visto por 21,33 millones de espectadores. El episodio recibió opiniones mixtas de los críticos de televisión.
El programa se centra en los agentes especiales del FBI Fox Mulder (David Duchovny) y Dana Scully (Gillian Anderson) que trabajan en casos relacionados con lo paranormal, llamados expedientes X. Mulder cree en lo paranormal, mientras que la escéptica Scully ha sido asignada para desacreditar su trabajo. En este episodio, Scully se va de vacaciones a Maine, donde se encuentra con un caso extraño en el que las víctimas parecen haberse infligido heridas, aparentemente a instancias de una extraña joven.
«Chinga» fue coescrito por el destacado autor de terror Stephen King después de que le pidiera escribir un episodio de The X-Files. Carter reescribió partes del borrador final de King, lo que resultó en un crédito de escritura compartido para la entrada. Las tomas del supermercado se filmaron en un supermercado real, una novedad en la serie, según el director de arte Greg Loewen. Chinga, la muñeca malvada titular, se creó cosiendo varias partes de la muñeca, incluida una cabeza de gran tamaño y una peluca creada a partir de múltiples pelos postizos.

## Argumento
En Ammas Beach, Maine, Melissa Turner y su pequeña hija Polly van a la tienda; Polly lleva consigo una vieja muñeca a la que llama «Chinga». Los clientes miran a Polly y su madre, y a Polly no le gusta. De repente, Melissa tiene una visión fantasmal del carnicero de la tienda, Dave, al borde de la muerte. Melissa, aterrorizada, decide irse, pero de repente todos en la tienda comienzan a arañarse los ojos. Mientras tanto, Dave, después de ver un reflejo monstruoso de Chinga, se ve obligado por una fuerza externa a apuñalarse en el ojo y suicidarse.
Dana Scully (Gillian Anderson) está casualmente en el área de vacaciones y, después de tropezar con la carnicería en la tienda, llama por teléfono a Fox Mulder (David Duchovny). Mulder, fiel a su carácter, especula que podría haber sido causado por magia oscura o brujería. Scully descarta la hipótesis de Mulder y, en cambio, decide ver las grabaciones de circuito cerrado de televisión de la tienda para comprender mejor lo que sucedió. Se da cuenta de que, de todos los clientes de la tienda, solo Melissa y Polly no están obligadas a lastimarse. El jefe de policía de Ammas Beach, Jack Bonsaint, menciona de pasada que se rumorea que Melissa practica la brujería.
Bonsaint le dice a Scully que Melissa había estado casada anteriormente con un pescador local, pero que murió cuando un gancho en su cabrestante le atravesó el cráneo. Más tarde, se revela que encontró a Chinga en una trampa para langostas y se la dio a Polly como regalo antes de morir. Bonsaint también revela que una maestra de guardería llamada Jane Froelich una vez abofeteó a Polly por su comportamiento. Mientras tanto, Melissa y Polly se encuentran con su amigo Buddy Riggs, un agente de policía, en una heladería. Melissa le confía a Riggs que ha tenido horribles visiones de gente muriendo. Riggs se sobresalta y sugiere que Melissa y Polly usen su cabaña para alejarse de Amma Beach. Mientras Riggs y Melissa conversan, Polly le pide a uno de los trabajadores más cerezas en su helado, pero el trabajador insiste en que debe pagarlas. En ese momento, el cabello de la trabajadora queda atrapado en la batidora, pero Riggs la salva de la muerte.
Scully y Bonsaint visitan a Froelich, quien acusa a Melissa de ser descendiente de una familia de brujas. También afirma que Melissa le ha pasado su maldad a Polly. Mientras tanto, mientras se dirige a la cabaña de Riggs, Melissa ve una imagen ensangrentada de Froelich y decide regresar a Amma Beach para salvar a Froelich. Mientras Melissa regresa corriendo, Froelich se enfrenta a Chinga agrandada y se ve obligada a suicidarse con un fragmento de un disco fonográfico. Poco después, Melissa tiene una visión de Riggs y, como era de esperar, el ayudante se ve obligado a matarse a golpes con su propia porra. En su casa, Melissa tiene una visión final, esta vez viéndose a sí misma con un martillo incrustado en la cabeza. Decide acabar con la locura de una vez por todas quemando a Chinga. Sin embargo, la muñeca de alguna manera logra apagar los fósforos que enciende Melissa.
Scully y Bonsaint conducen a la casa de Melissa y son testigos de cómo Melissa intenta incendiar su casa de forma maníaca, con ella, su hija y Chinga atrapadas dentro. Chinga finalmente domina a Melissa, obligándola a agarrar un martillo y golpearse a sí misma. Scully y Bonsaint irrumpieron en la casa, y Scully arroja rápidamente la muñeca Chinga a un microondas, donde estalla en llamas y se derrite. Se retira el poder sobre Melissa y ella deja de golpearse a sí misma. En la escena final, se ve a un pescador tirando de una trampa para langostas, dentro de la cual está la muñeca quemada.

## Producción

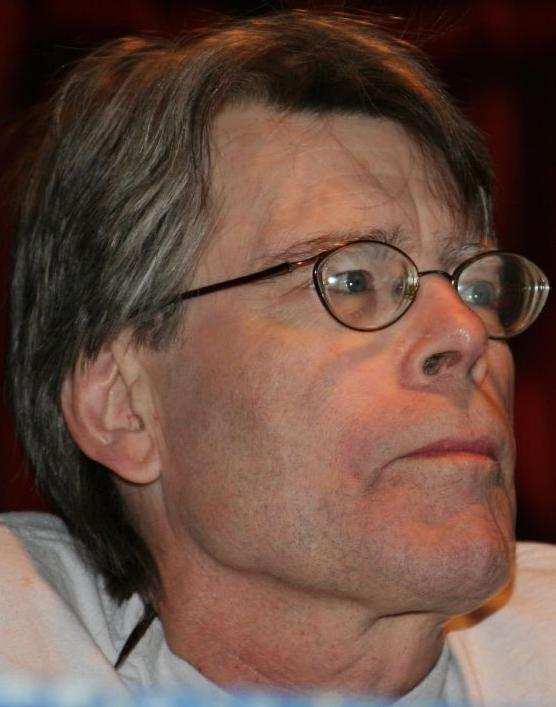
«Chinga» fue coescrito por el destacado autor Stephen King.

El episodio fue coescrito por el autor de terror Stephen King. King inicialmente se acercó al coprotagonista de la serie David Duchovny y le informó que era fanático del programa y quería trabajar en un episodio. Después de contactar al creador de la serie Chris Carter, fue contratado como escritor invitado (después de que primero se le ofreciera la oportunidad de escribir un episodio de Millennium). Durante el proceso de escritura, King trabajó de forma remota en su casa en Maine, enviando borradores del guion para que Carter los reescribiera. Carter editó en gran medida la historia porque, como explicó, «Stephen no estaba acostumbrado a escribir para Mulder y Scully [...] la historia de Mulder y Scully en su borrador original no funcionó del todo». Carter ayudó a finalizar el borrador, y uno de sus mayores cambios fue la separación de Mulder y Scully. Kim Manners, el director del episodio, dijo más tarde: «Estaba muy emocionado de poder dirigir una pieza de Stephen King, y cuando todo estuvo dicho y hecho, quedaba muy poco de Stephen King. Los detalles eran suyos, pero ese era realmente uno de los guiones de Chris».
Durante el rodaje, Gillian Anderson tuvo problemas para pronunciar sus líneas. Ella explicó: «La forma en que me leyeron el guion originalmente, inicialmente me pareció como si Scully se hubiera acercado al plato y le siguiera el humor al sheriff». Por lo tanto, interpretó sus líneas de una manera «irónica» antes de que Carter la llamara y le dijera que sus líneas no estaban destinadas a ser humorísticas; también le informó que el personal de producción tenía que «editar muchas cosas» para corregir el problema.
Varias de las escenas del episodio se rodaron en exteriores. Por ejemplo, la escena de la gasolinera se filmó en una gasolinera real frente a la sede de producción de la serie. Asimismo, las escenas del supermercado fueron filmadas en una tienda real llamada «Shop Easy» ubicada en Port Coquitlam. Las escenas requerían que el supermercado cerrara antes de las vacaciones de Navidad y se instalaran congeladores verticales. Según se informa, durante la escena de la automutilación en el supermercado, un cliente real tropezó con el set, vio la conmoción y se apresuró a salir preso del pánico. La escena «Death Under Glass» con Dave el Carnicero con un cuchillo en los ojos se creó en posproducción con la ayuda de una computadora. La supervisora de efectos especiales Laurie Kellsen-George probó la escena con sus hijos de nueve y once años y explicó: «Calculo gran parte del espectáculo en función de si mis hijos pueden soportarlos o no. Si no pueden, me imagino que tuve éxito [...] “Chinga” les molestó mucho».
Chinga, la muñeca malvada titular, fue creada cosiendo varias partes de la muñeca. Luego se unió al cuerpo la cabeza de una muñeca de gran tamaño y se le colocó «la peluca más grande del mundo». Sin el conocimiento de Carter o King, la palabra «Chinga» es una grosería coloquial en español. La mayoría de los efectos de maquillaje fueron creados por el artista Toby Lindala, quien «agradeció la oportunidad de [trabajar en] un proyecto de Stephen King».

## Recepción
«Chinga» se estrenó en la cadena Fox en los Estados Unidos el 8 de febrero de 1998. Obtuvo una calificación Nielsen de 12,8, con una participación de 18, lo que significa que aproximadamente el 12,7 por ciento de todos los hogares equipados con televisión y el 18 por ciento de hogares que miraban la televisión, estaban sintonizados en el episodio. Fue visto por 21,33 millones de espectadores. El episodio debutó más tarde en el Reino Unido en Sky One el 19 de abril de 1998. Sin embargo, debido a que el título «Chinga» es un insulto en español mexicano «equivalente a “follar” y de uso muy común», el episodio se tituló «Bunghoney» cuando se emitió en el Reino Unido.
«Chinga» recibió críticas mixtas de los críticos. Anna Redman de Hello! Canada se mostró positiva con respecto al episodio y se refirió a él como «uno de los mejores episodios de la serie». Erin McCann de The Guardian incluyó a «Chinga» como uno de los «13 mejores episodios de X-Files». Zack Handlen de The A.V. Club dio una crítica mixta, le otorgó una C− y lo calificó como un episodio que «parece una de esas ideas que suenan muy, muy bien hasta que alguien piensa en ello durante más de un minuto». Handlen argumentó que King no encajaba bien en The X-Files y que el guion resultante era que a King «se le pidió que casara su voz con la de Carter». Se burló de la trama y escribió que estaba escrita «como alguien (Darin Morgan, solo que no tiene nada de gracioso) haciendo una parodia de los tropos más familiares de King». Handlen, sin embargo, elogió la violencia en el episodio, señalando que es «un fanático de la sangre», pero finalmente calificó el episodio de «pésimo».
Robert Shearman y Lars Pearson, en su libro Wanting to Believe: A Critical Guide to The X-Files, Millennium & The Lone Gunmen, calificaron el episodio con dos estrellas y media de cinco y lo llamaron «torpe». Los dos argumentaron que la premisa de «Chinga» habría sido más adecuada para un libro o cuento, ya que es el fuerte de King. Sin embargo, su traducción a la televisión resultó en un episodio «así que en la nariz, te hace estremecer». A pesar de esto, Shearman y Pearson felicitaron las reescrituras de Carter, así como las diversas bromas lanzadas a lo largo del episodio. Paula Vitaris de Cinefantastique le dio al episodio una crítica en gran parte negativa y le dio una estrella de cuatro. Llamó a la entrada «una gran decepción» y escribió que «no da miedo en lo más mínimo». Vitaris incluso argumentó que «es involuntariamente divertido» y que las escenas con Mulder que se supone que juegan como humor no lo hacen. Vitaris escribió que el episodio era como la entrada de la tercera temporada «Pusher», excepto que con menos enfoque; en última instancia, el episodio degenera en «ver cómo matan a personas de varias formas espantosas mientras Scully y Vonsant finalmente recopilan suficiente información [...] justo a tiempo».
A pesar de la mediocre recepción que obtuvo el episodio, varios críticos consideraron que la entrada daba miedo. Katie Anderson de Cinefantastique nombró la escena en la que Dave el Carnicero se suicida como el octavo «Momento más aterrador» en The X-Files. Television Without Pity nombró el episodio como el noveno episodio de la serie «Más inductor de pesadillas» y señaló que «[e]ste episodio escrito por Stephen King es la clásica historia de una muñeca demoníaca».